# .gg
.gg este un domeniu de internet de nivel superior, pentru Guernsey (ccTLD).